# Lotta Antonsson
Lotta Antonsson, född 1963 i Varberg, är en svensk konstnär, främst verksam inom fotografi, men arbetar även med video, teckning, collage och installation. Hon utbildade sig vid Konstfack i Stockholm 1989–1992 och vid Konsthögskolan i Stockholm 1995–1996. Antonsson arbetar inom ett politiskt och feministiskt fält och undersöker ofta teman som kön, representation och objektifiering. 2016 tilldelades hon Sten A Olssons kulturstipendium.
Antonsson är representerad vid bland annat på Moderna Museet, Magasin III, Norrköpings konstmuseum Hallands konstmuseum, Göteborgs konstmuseum, Konstmuseet i Skövde och Länsmuseet Gävleborg.
Ett av hennes kända verk är A very young woman under the influence, en digital fotodiptyk som var en installation på Liljevalchs konsthall i Stockholm år 2000. Den består av två identiska bilder på en blond, ensam och bortvänd flicka som står ute på det torra gräset vid en ung tall, varav det ena fotografiet spegelvänts.